# ウトゥムポーン

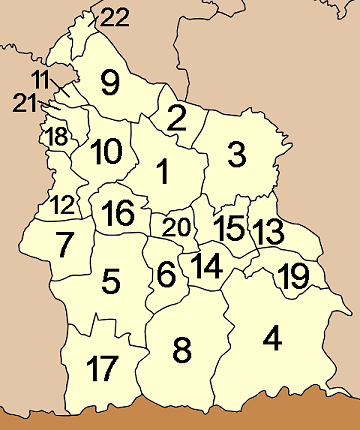
ウトゥムポーン

ウトゥンポーン王（? - 1796年）はタイのアユタヤ王朝の王の一人。ボーロマコート王の第7子である。即位後なにも行わず、わずか二ヶ月足らずで出家し、王位を兄のエーカタットに譲った。このため求寺王とも呼ばれる。